# Adamántios Androutsópoulos
Adamántios Androutsópoulos (en grec moderne : Αδαμάντιος Ανδρουτσόπουλος ; 20 août 1919 - 10 novembre 2000) est un avocat, professeur et homme politique grec. Il est Premier ministre de Grèce de 1973 à 1974.

## Biographie
Né à Psari Trifyllias, il fait ses études à l'Université nationale capodistrienne d’Athènes et à l'université de Chicago. Il est ministre des Finances (1967-1971) et ministre de l'Intérieur (1971-1973) pendant le régime des colonels de Yeóryos Papadópoulos. Quand Papadópoulos est renversé en 1973, Androutsópoulos devient chef du gouvernement, et ministre des Finances, jusqu'au retour du gouvernement démocratique en 1974.